# John Arnold House
John Arnold House – zabytkowy dom znajdujący się przy 99 Providence Street w Woonsocket. Uważa się, że główny blok tego dwupiętrowego domu o drewnianej konstrukcji został zbudowany w 1712, ale istnieją dowody architektoniczne, że część budynku może być nawet starsza. Budynek ma dwie dobudówki: dwupiętrowy odcinek dachu dwuspadowego rozciągający się na południe (z początku XX wieku) oraz inny element dachu pochodzący z okolic połowy XX wieku. Dom prawdopodobnie został zbudowany przez Johna Arnolda, wnuka Williama Arnolda, jednego z pierwszych osadników Rhode Island.
Dom został wpisany do National Register of Historic Places 24 listopada 1982.